# Резе (Атлантическая Луара)
Резе (фр. Rezé) — коммуна на западе Франции, находится в регионе Пеи-де-ла-Луар, департамент Атлантическая Луара, округ Нант, центр кантонов Резе-1 и Резе-2. Второй по численности населения город-спутник и исторический противник Нанта, расположен напротив него на левом берегу Луары, в 4 км от автомагистрали E3 (N844). Железнодорожная станция Резе-Пон-Русо линий Нант-Порник и Нант—Ла-Рош-сюр-Йон находится в восточной части коммуны.
Население (2017) — 41 411 человек.

## История
Левый берег Луары был заселен с неолита. В кельтский период здесь проживало племя пиктонов. В I веке до н.э., во время борьбы Рима с венетеми, пиктоны были союзниками римлян. Здесь и на побережье моря римляне построили корабли, которые помогли им победить венетов в 56 году до н.э. в битве при Морбиане.
При римлянах столица пиктонов получила название Ратиатум (Ratiatum) и стала главным городом в устье Луары, превосходя расположенный на противоположном берегу Кондевинкум (нынешний Нант), столицу намнетов, которые не были союзниками римлян. В I веке это был большой по меркам того времени город с домами, складами и магазинами вдоль гавани. Небольшой гончарный цех производил различную керамику, которая была впоследствии обнаружена при раскопках. Процветание Ратиатума продолжалось до III века, когда он был разграблен и сожжен саксами и франками. В Кондевинкуме, а не в Ратиатуме, были построены крепостные стены, затем он стал резиденцией епископа и постепенно отобрал у Ратиатума статус главного города региона. 
В 851 году договор в Анже между королем западных франков Карлом Лысым и королем Бретани Эриспоэ  оформил интеграцию Резе и земель южной Луары в Бретанское королевство. Таким образом, судьба Резе c IX века неразрывно связана с судьбой Нанта: принадлежность к епископству Нанта, земле Ре, королевству, герцогству, а затем провинции Бретань.
Около 981 г. Хоэль I, герцог Бретани и граф Нанта, выделил одному из своих вассалов территорию на левом берегу Луары с центром в Резе, получившей название Земля Ре. Виконты де Ре владели значительной территорией от левого берега реки Севр до морского побережья. При этом расположение виконтства Ре на стыке владений бретонского герцогства и владений королей Англии и Франции сделало его театром многочисленных войн до конца XV века.
В 1154 году кризис в правящем доме Бретани, связанный с завещанием герцога Конана III, затронул и Резе. Роланд де Резе, виконт де Ре, вместе со своим сюзереном Хоэлем, графом Нанта, поддержал юного герцога Конана IV, стремившегося выйти из под опеки своего отчима Эда II де Пороэт. В сражении при Резе союзники потерпели поражение, вследствие чего Конан IV бежал в Англию, а два года спустя из Нанта был изгнан и Хоэль. В 1285 году виконты Ре уступили тамплиерам два небольших острова на Луаре, слившиеся потом в один Рыцарский остров (Îles des Chevaliers).
Во время Войны за бретонское наследство сеньоры де Ре снова выбрали не ту сторону. Виконт Сильвестр III де Ре сражался вместе с Карлом де Блуа и французами против Жана де Монфора и англичан. Семейство Монфоров, которых поддерживал Нант, победило, а территория Земли Ре была разорена и разграблена: замок Резе полностью разрушен, как, впрочем, и все замки вассалов виконта де Ре. После этого значение Резе в Земле Ре стало быстро снижаться: ее центром стал Порник, а затем Машкуль. 
Во время Вандейского мятежа в 1793 году ожесточенные бои происходили в районе Пон-Русо, мост через реку Севр-Нантез превращен в крепость, призванную отразить нападение восставших на Нант (пролет, образующий подъемный мост). Чтобы дать возможность вести огонь из пушек в случае нового штурма, командующий обороной генерал Бессер разрушил все строения на мосту до уровня земли, и 30 июня республиканцы отразили атаку вандейцев. Разрушенная гражданской войной коммуна стала восстанавливаться только после 1800 года. 
В период Второй Империи Резе получает бурное развитие при мэре, судовладельце Пьере Жиро: были перестроены мост Пон-Русо и его продолжение мост Пирмиль через Луару, появляются новые отрасли промышленности: производство удобрений, шляпные фабрики, судостроение, мыловарение и кожевенное производство. 
В середине XIX века обострились противоречия между преимущественно сельской коммуной и промышленным районом Пон-Русо. Местные жители попытались выделиться в отдельную коммуну, но не преуспели в этом. А в 1866 году была построена новая железная дорога Нант-Бордо, которая прошла в обход Пон-Русо, и торговля в нем пришла в упадок. 
В 1875 году в городе было проведено газовое освещение, вводятся в эксплуатацию железнодорожные линии Нант-Порник и Нант—Ла-Рош-сюр-Йон, а через год сооружается мост для железнодорожного транспорта через Луару.
Во время Второй мировой войны Резе пострадал от бомбардировок авиации союзников. Железнодорожный мост в Пон-Русо был взорван, сильно пострадал район От-Иль на берегу Луары. Резе был освобожден на две недели позже Нанта, 29 августа 1944 года. В 1946 году население города на референдуме проголосовало против объединения Резе с Нантом. Послевоенные годы ознаменованы массовым жилищным строительством, символом которого стал построенный в 1955 году по проекту архитектора Ле Корбюзье многофункциональный жилой комплекс «Лучезарный дом» (Cité Radieuse).

## Достопримечательности
- Церковь Святого Петра в неоготическом стиле, построенная в 1842 году на месте средневековой церкви
- Часовня Святого Люпьена VIII века
- Шато Ла-Балиньер XVIII века с парком
- Шато Ла-Класери XVII века
- Особняк Ла-Мориньер на берегу реки Севр-Нантез

## Экономика
Структура занятости населения:
- сельское хозяйство — 0,3 %
- промышленность — 7,4 %
- строительство — 4,6 %
- торговля, транспорт и сфера услуг — 51,8 %
- государственные и муниципальные службы — 36,0 %

Уровень безработицы (2017 год) — 11,8 % (Франция в целом — 13,4 %, департамент Атлантическая Луара — 11,6 %). 

Среднегодовой доход на 1 человека, евро (2017 год) — 21 560 (Франция в целом — 21 110, департамент Атлантическая Луара — 21 910).

## Демография
Динамика численности населения, чел.

## Администрация
Пост мэра Резе с 2020 года занимает Эрве Но (Hervé Neau). На муниципальных выборах 2020 года возглавляемый им левый блок победил во 2-м туре, получив 60,61 % голосов.
| Период | Период | Фамилия          | Партия                                                             | Примечания                                                                             |
| ------ | ------ | ---------------- | ------------------------------------------------------------------ | -------------------------------------------------------------------------------------- |
| 1959   | 1978   | Александр Планше | Французская секция Рабочего интернационала Социалистическая партия | член Генерального совета департамента                                                  |
| 1978   | 1999   | Жак Флош         | Социалистическая партия                                            | адвокат, депутат Национального собрания Франции, член Генерального совета департамента |
| 1999   | 2014   | Жиль Ретьер      | Социалистическая партия                                            | профессор физики и химии                                                               |
| 2014   | 2020   | Жерар Аллар      | Социалистическая партия                                            | вице-президент Генерального совета департамента                                        |
| 2020   |        | Эрве Но          | Разные левые                                                       | учитель, вице-мэр в 2014-2018 годах                                                    |

## Города-побратимы
- Айн-Дефла, Алжир
- Санкт-Вендель, Германия
- Дандолк, Ирландия
- Инеу, Румыния

## Знаменитые уроженцы
- Бенжамен Пере (1899-1959), поэт и писатель, сюрреалист

## Галерея

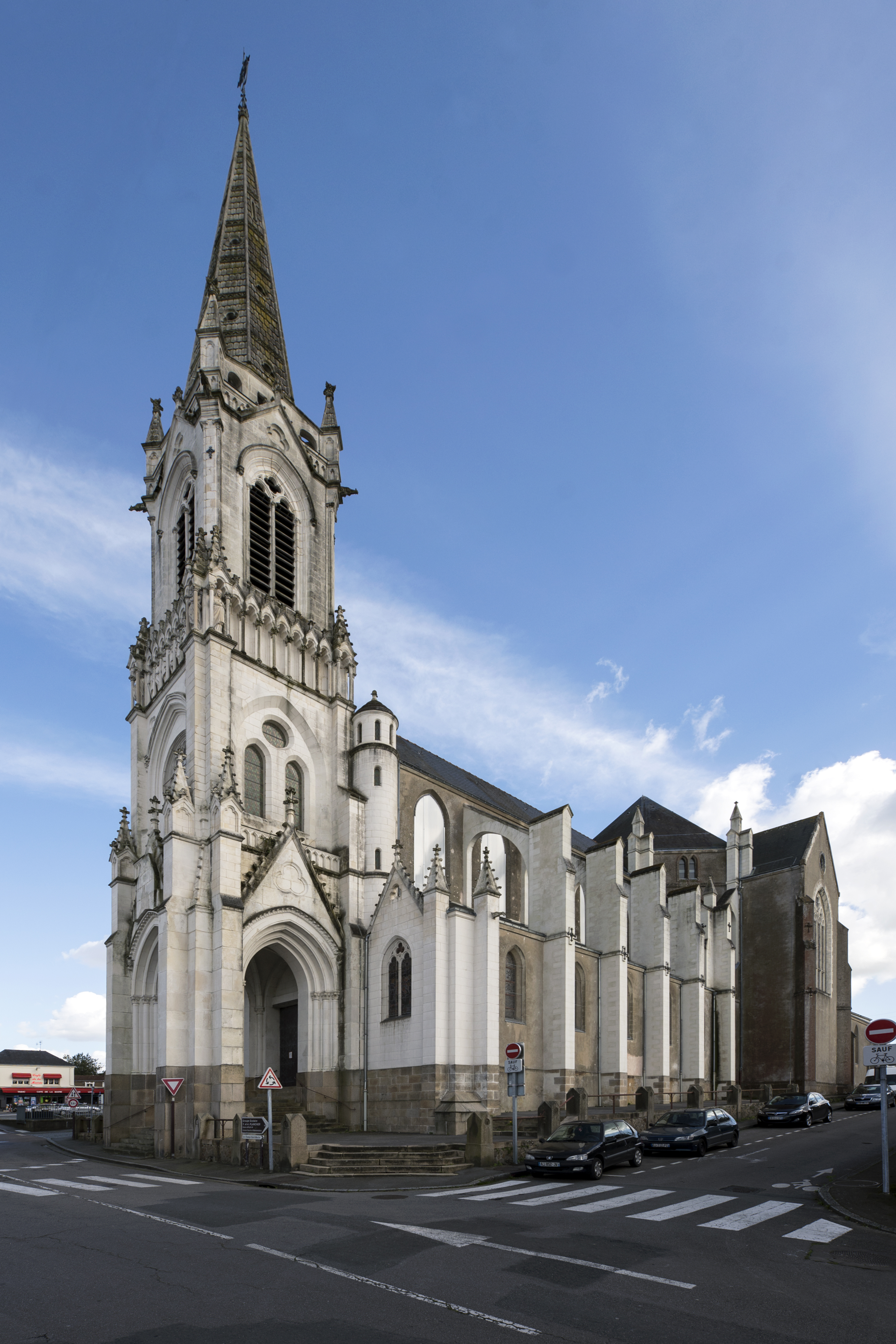
Церковь Святого Петра
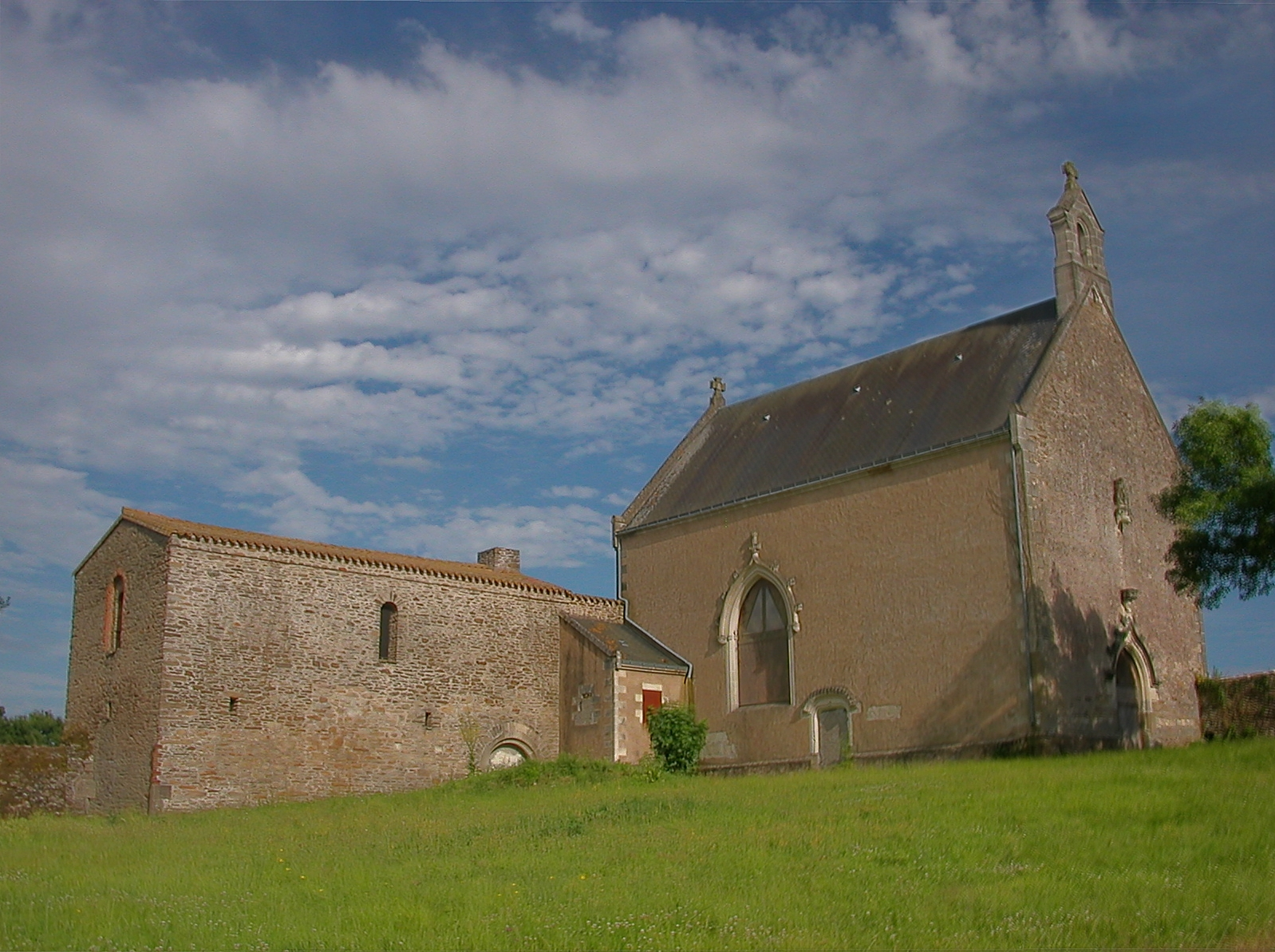
Часовня Святого Люпьена
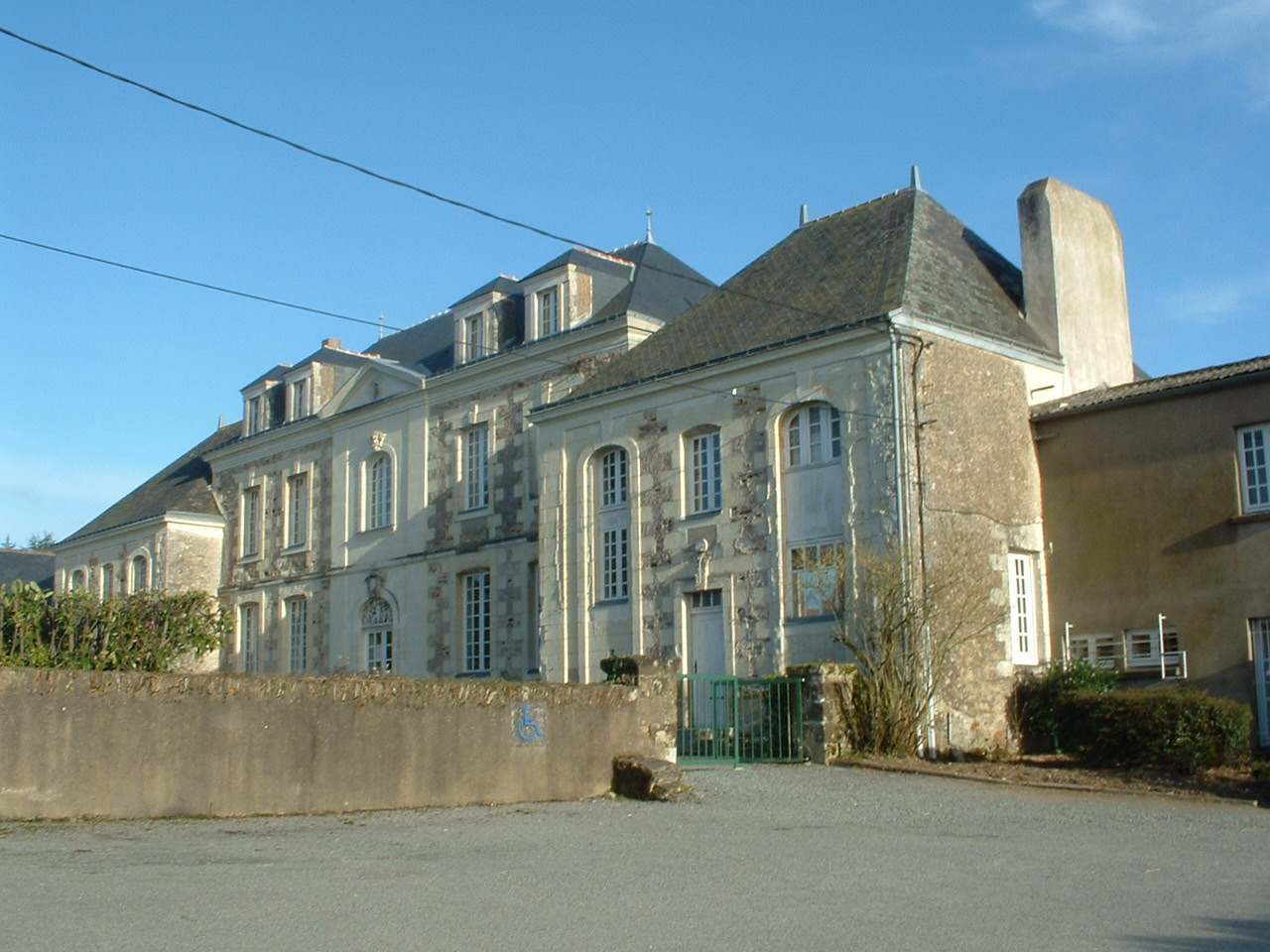
Шато Ла-Класери
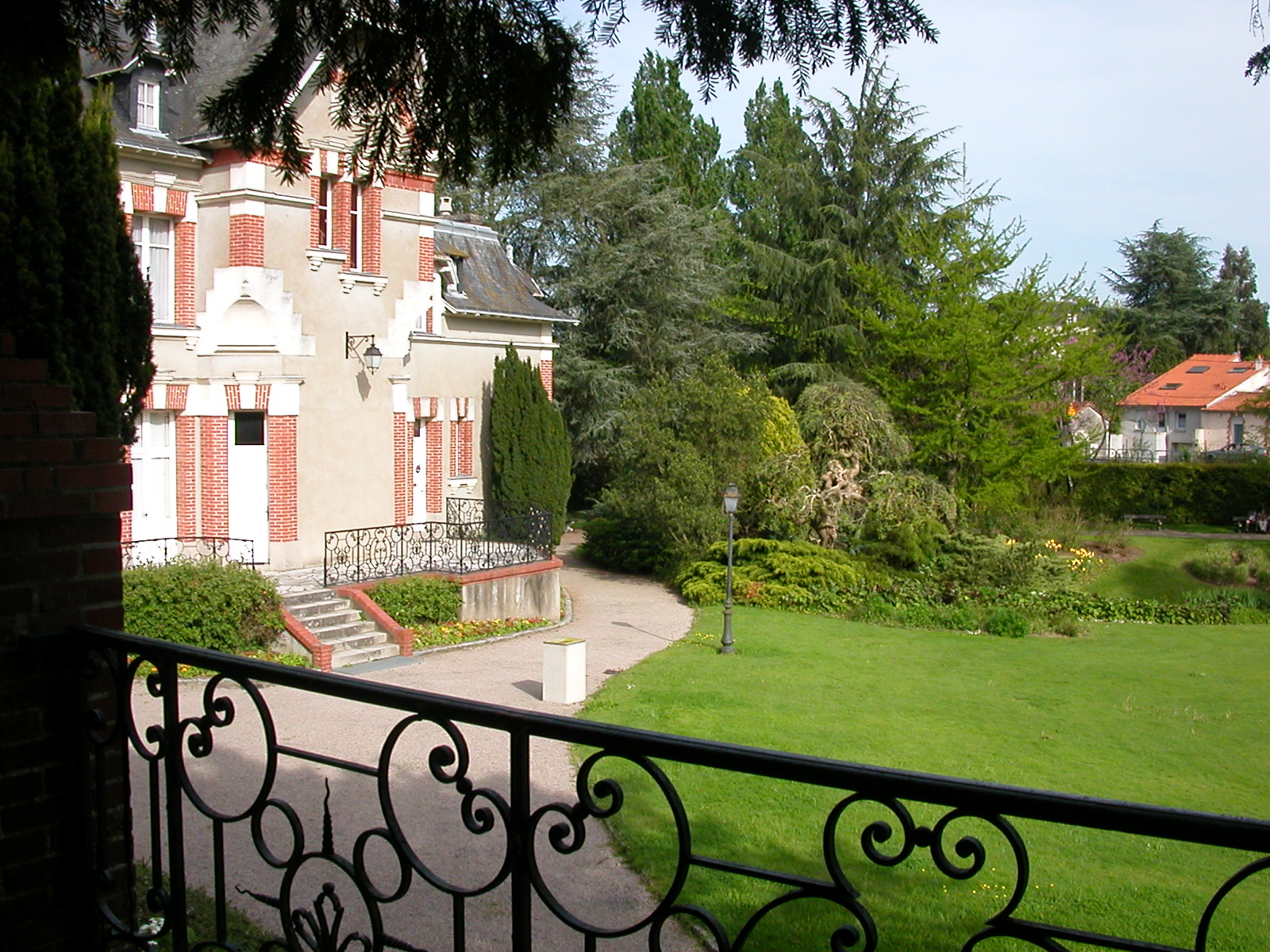
Особняк Ла-Мориньер